# Turdus olivaceus
El zorzal oliváceo (Turdus olivaceus) es una especie de ave paseriforme de la familia Turdidae propia del sur y sureste de África.

## Distribución y hábitat
Habitan predominantemente bosques perennes, pero también tienden a vivir en parques, grandes jardines y hábitats adaptados en los suburbios. Se distribuye en Sudán, Eritrea, Somalia, Etiopía, Kenia, Tanzania, Mozambique, República del Congo, República Democrática del Congo, Uganda, Ruanda, Malaui, Lesoto, Zimbabue, Botsuana, Sudáfrica y Namibia.
Está clasificado como especie bajo preocupación menor por la IUCN, debido a su amplia gama de distribución.

## Descripción
Puede alcanzar una longitud de 24 cm y un peso mínimo de 101 gramos. La cola y las partes superiores son de color marrón opaco oliváceo. El vientre es blanco y el resto de las partes inferiores tienen un tono naranja. La garganta es moteada con manchas blancas. Su dieta consiste de lombrices, insectos, caracoles, frutas y arañas.
La hembra construye un nido típicamente de 2 a 9 m por encima del suelo, en un árbol o seto. Los 1 a 3 (generalmente 2) huevos son incubados exclusivamente por la hembra durante 14 a 15 días hasta la eclosión, los polluelos abandonan el nido después de 16 días.

## Subespecies
Existen seis subespecies que se diferencian principalmente en las cantidades relativas de blanco, naranja y marrón en las partes inferiores: T. a. milanjensis, T. o. swynnertoni, T. o. transvaalensis, T. o. olivaceus, T. o. pondonensis y T. o. culminans. 
El tordo del Karoo (Turdus smithi), el zorzal somalí (Turdus ludoviciae), el zorzal de los Taita (Turdus helleri), el zorzal abisínico (Turdus abyssinicus) y el zorzal de los Usambaras Turdus roehli en el pasado se consideraron subespecies del zorzal oliváceo.